# Noriko Arai
Noriko Arai  (荒井 のり子?, Arai Noriko) (1973) è un'ex atleta paralimpica giapponese. Ha gareggiato come velocista nella categoria T34.

## Biografia
Arai ha partecipato alle gare dei 100 metri e 200 metri in tre Paralimpiadi consecutive, dal 1996 al 2004. Nei primi due Giochi del 1996 e del 2000 vinse la medaglia d'oro nei 100 metri e quella d'argento nei 100 metri in entrambe le occasioni. Nelle Paralimpiadi di Atene 2004 vinse soltanto una medaglia di bronzo nei 200 metri.

## Palmarès
| Anno | Manifestazione     | Sede    | Evento             | Risultato | Prestazione | Note |
| ---- | ------------------ | ------- | ------------------ | --------- | ----------- | ---- |
| 1996 | Giochi paralimpici | Atlanta | 100 m piani T32-33 | Oro       | 19"89       |      |
| 1996 | Giochi paralimpici | Atlanta | 200 m piani T32-33 | Argento   | 37"18       |      |
| 2000 | Giochi paralimpici | Sydney  | 100 m piani T34    | Oro       | 20"03       |      |
| 2000 | Giochi paralimpici | Sydney  | 200 m piani T34    | Argento   | 35"49       |      |
| 2004 | Giochi paralimpici | Atene   | 200 m piani T34    | Bronzo    | 36"08       |      |